# クン・ベーラ

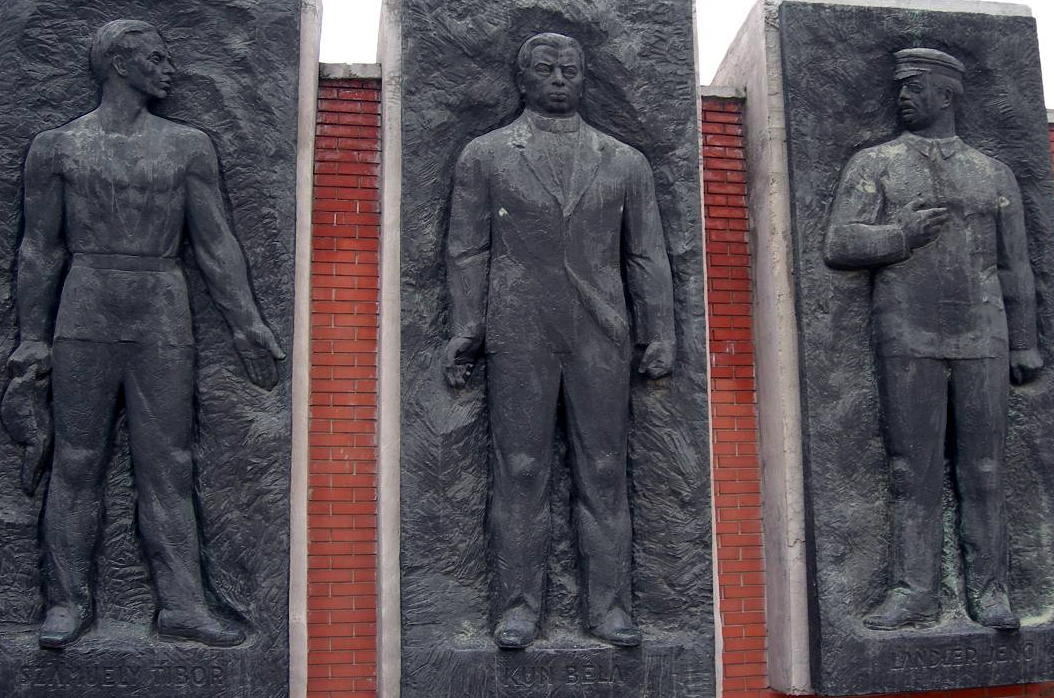
ブダペスト市内に置かれたハンガリー革命時の指導者像。左からサムエリ・ティボル、クン・ベーラ、レントラー・イェネ

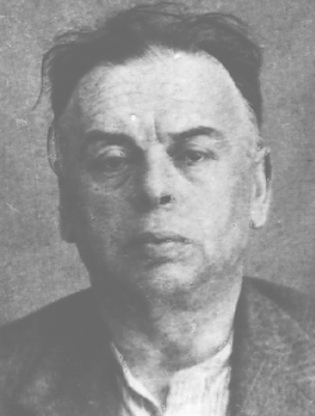
大粛清で逮捕されたときのクン・ベーラ（1937年）

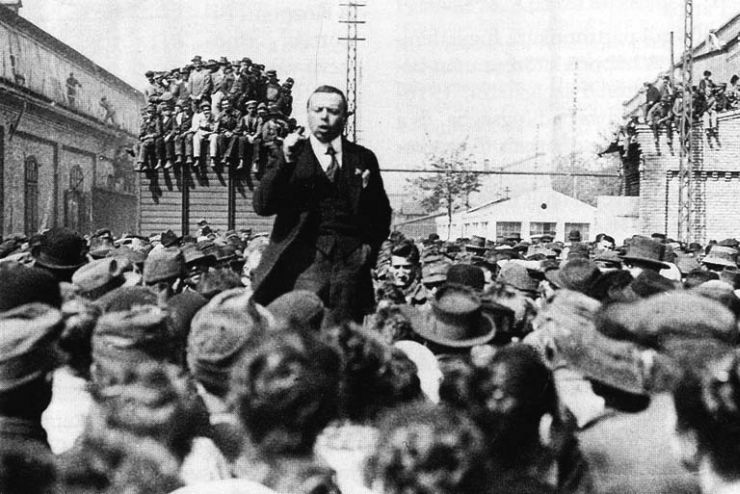
ハンガリー革命を指導するクン･ベーラ(1919年）

クン・ベーラ（ハンガリー語: Kun Béla, 1886年2月20日 - 1938年8月30日）は、ハンガリーの共産主義者、政治家。誕生時の名前はアーベル・コーン（Ábel Kohn）。クン・ベラと表記されることもある。

## 略歴
1886年、シラージ県シラージチェ（Szilágycseh、現ルーマニア・サラージュ県チェフ・シルヴァニェイ Cehu Silvaniei）で生まれた。第一次世界大戦においてロシア軍の捕虜となり、そこで共産主義者となった。
1918年秋、オーストリア・ハンガリー帝国が敗北しハンガリー民主共和国が独立すると、クンは帰国してハンガリー共産党の指導者となった。翌1919年3月、ハンガリー共産党はハンガリー革命を起こしてカーロイ・ミハーイの政権を倒した。クンはハンガリー・ソビエト共和国の成立を宣言し、事実上の首班となった。しかし、元来保守的なハンガリー人の多くはこの政権を歓迎しなかった。地主や農民・カトリック教会は急進的な改革に反発し、クンは激しい弾圧でこれに応じた。
その頃、旧ハンガリー領スロバキアをチェコスロバキア共和国軍が、旧ハンガリー領トランシルヴァニアをルーマニア王国軍が占拠していたが、外部の圧力に対抗できないハンガリー・ソビエト共和国政権は支持を失いつつあった。4月16日にはフランスの支援を受けたルーマニアがトランシルヴァニアから侵攻した（ハンガリー・ルーマニア戦争）。クンはスロバキアからチェコスロバキアを追い出すことで支持を勝ち取ろうとするが失敗した。6月にはハンガリー王国の復活を掲げたホルティ・ミクローシュ率いるハンガリー国民軍が全土で蜂起した。8月にはルーマニア軍によってブダペストが制圧され、ハンガリー・ソビエト共和国は崩壊した。クンは一時オーストリアに亡命し、1920年7月には第一次世界大戦の捕虜と交換されてソビエト・ロシアに亡命した。
亡命後のクンはコミンテルンのメンバーとして活動した。1921年にはヴァイマル共和政下のドイツに派遣され、ドイツ共産党の指導に当たった。3月21日にはマンスフェルトで共産党が蜂起する事件が起こっている（de:Märzkämpfe_in_Mitteldeutschland）が、この蜂起を指揮したのもクンであった。しかし、蜂起は最終的に失敗し、コミンテルンの第3回世界大会で激しく批判された。その後、彼はスターリンの大粛清に巻き込まれ、1937年5月に逮捕、1938年8月にコムナルカ射撃場で銃殺された。
1956年にスターリン批判に伴い名誉回復した。死亡時期については、従来は1939年11月30日に獄死したとされていたが、1989年にようやく上記の日付と判明した。